# 藤崎圭一郎
藤崎 圭一郎（ふじさき けいいちろう、1963年 - ）は、日本のデザインジャーナリスト。エディター。東京芸術大学美術学部デザイン科教授。
雑誌や新聞にデザイン、建築に関する記事を執筆。
神奈川県横浜市出身。

## 略歴
- 1986年： 上智大学外国語学部ドイツ語学科卒業
- 1986年4月： 株式会社美術出版社（1990年4月〜1991年12月『デザインの現場』編集長）
- 1992年1月〜 ： フリーランスのライター、編集者として独立
- 2010年4月〜 ： 東京芸術大学美術学部准教授

### 教育機関での非常勤講師等
- 1993年〜 ： 金沢美術工芸大学非常勤講師
- 2004年4月 - 2012年3月： 法政大学工学部→デザイン工学部兼任講師
- 2005年4月〜 ： 法政大学システムデザイン研究科兼任講師
- 1999年4月 - 2001年3月： 東京YMCAデザイン研究所非常勤講師
- 2002年4月 - 2006年3月： 阿佐ヶ谷美術専門学校非常勤講師
- 2003年4月〜 ： 桑沢デザイン研究所非常勤講師